# One Step Too Far
One Step Too Far est le quatrième extrait de l'album de Faithless, Outrospective ; Dido y assure la majeure partie du chant.

## Clip
La vidéo illustrant la chanson a été tournée à Londres sous la direction de Liz Friedlander.